# جمهورية صربيا الاشتراكية
جمهورية صربيا الاشتراكية (بالصربية الكرواتية: Социјалистичка Република Србија / Socijalistička Republika Srbija)، كانت إحدى الجمهوريات الست التي تشكل جمهورية يوغوسلافيا الاشتراكية الاتحادية. كانت أكبر الجمهوريات من حيث عدد السكان والأراضي. عاصمتها بلغراد، وكان أيضا عاصمة يوغوسلافيا الاتحادية.

## أعلام
- ألكسندر فاسيتش
- ماركو إيفانوفيتش
- ديوردي يوفانوفيتش